# Burg Löwenberg (Brandenburg)
Die Burg Löwenberg ist die Ruine einer Niederungsburg des Mittelalters im Norden des Landes Brandenburg. Sie liegt im Ortsteil Löwenberg der Gemeinde Löwenberger Land. Die Burg wurde vermutlich bis zur Mitte des 13. Jahrhunderts als ein Zentrum des Landes Löwenberg angelegt. Im 18. Jahrhundert wurde die Ruine mit dem Schloss Löwenberg überbaut.

## Beschreibung
Die Burganlage lag auf einem Plateau, das auf einer Fläche von 35 mal 47 m aufgeschüttet wurde. Das Plateau war von einem Wassergraben umgeben, der einen Teil der mehrgliedrigen Stadtbefestigung von Löwenberg bildete. Die Grabenanlage ist relativ gut erhalten, liegt aber heute trocken. Vermutlich bis zur Mitte des 13. Jahrhunderts entstand auf dem Plateau ein Burgturm als Festes Haus von 11 mal 11 m Grundfläche, dessen Kellergeschoss mit einem Tonnengewölbe erhalten ist. Die Wandstärke von 3 m lässt eine große Höhe des Turms vermuten. Im 14. und 15. Jahrhundert wurde an die Südostseite des Turms ein Palas aus Ziegelsichtmauerwerk angebaut. Hiervon ist das Kellergeschoss mit Kreuz- und Tonnengewölben erhalten einschließlich der Reste einer Kaminanlage.
Anfang des 18. Jahrhunderts war die Burg zur Ruine geworden. Auf den Kellergeschossen von Turm und Palas wurde das Schloss Löwenberg errichtet, ein zweigeschossiges und verputztes Herrenhaus im Stil des Barock mit einem Walmdach. Die Überreste der Burg wurden bis in das Mauerwerk des neuen Erdgeschosses einbezogen. Am Beginn des 20. Jahrhunderts verfiel das Schloss. 1926 wurde es wiederaufgebaut und anschließend als Jugendherberge genutzt. Nach dem 2. Weltkrieg wurde es zeitweise als  Schule genutzt und stand dann lange ungenutzt leer. In den 1990er Jahren zog ein Kindergarten ein.

## Geschichte
Das wohl Anfang des 13. Jahrhunderts gegründete Löwenberg wird erstmals 1267 als „Lowenburg“ urkundlich erwähnt. Die Lowenburg kommt durch Tausch vom Brandenburger Markgrafen Johann I. an den Bischof Heinrich I. von Brandenburg. Im Landbuch Karls IV. aus dem Jahre 1375 werden oppidum et castrum, eine befestigte Stadt mit Burg, genannt. Ein Jahr früher wird das Hus tu Lowenberg vom Brandenburger Bischof Dietrich an Albert von Redern versetzt. 1460 kommt Löwenberg und das zugehörige Ländchen durch Kauf als Lehen an Hans von Bredow. Es bleibt bis 1788 ganz bzw. teilweise im Besitz der Familie von Bredow und geht dann unter erheblichen Erbstreitigkeiten an die Familie von Arnstedt über, zusammen mit Schloss Hoppenrade, und zwar durch die von Theodor Fontane als die Krautentochter in seinem Buch Fünf Schlösser beschriebene skandalöse Charlotte von Kraut, verehlichte von Arnstedt.